# Martin uit den Bogaard
Martin uit den Bogaard (Apeldoorn, 16 september 1944) is een Nederlands kunstenaar die bio-kunst maakt. Hĳ werkt voornamelijk rond het verschil tussen leven en dood. Zĳn basismateriaal is dode dieren, vaak embryo's, maar ook dode mensen. Door gebruik te maken van de energie die vrijkomt bij het rottingsproces, creëert hij zingende en schilderende installaties.
Een aanzienlijk deel van zijn oeuvre is aangekocht door de Verbeke Foundation in Kemzeke.
In 2014 werd een documentaire over Uit den Bogaard gemaakt. In 2020 verscheen een boek over zĳn werk.